# Miss Carbón
Miss Carbón es una película argentino-española de drama biográfico de 2025, dirigida por Agustina Macri y escrita por Erika Halvorsen y Mara Pescio, basada en el libro La reina del carbón de Halvorsen. Está protagonizada por Lux Pascal. Tuvo su estreno en España el 12 de junio de 2025, con distribución de Caramel Films.

## Trama
Cuenta la historia de Carla Antonella Rodríguez (Lux Pascal), alias "Carlita", una mujer trans que se convirtió en la primera mujer minera en Río Turbio, un pueblo donde las mujeres, vistas como una amenaza de derrumbe, no podían ejercer dicho oficio.

## Reparto
- Lux Pascal como Carla "Carlita" Antonella Rodríguez
- Laura Grandinetti
- Romina Escobar
- Simone Mercado
- Federico Marzullo
- Gabriela Pastor
- Agostina Inella
- José Román
- Paco León

## Producción
Entre enero y abril de 2024, se abrieron dos procesos de audiciones para la película Miss Carbón, una película biográfica sobre la vida de la minera Carla "Carlita" Antonella Rodríguez, la primera mujer minera en Río Turbio.  La película está basada en el libro La reina del carbón, de Erika Halvorsen, quien también coescribió la película. El rodaje comenzó en España el 18 de abril de 2024, y luego prosiguió en la cuenca carbonífera de la Patagonia argentina, concluyendo después de seis semanas. El 2 de julio de 2024, Lux Pascal fue confirmada como la actriz protagonista en el papel de Carlita, mientras que Paco León, Laura Grandinetti y Romina Escobar fueron confirmados como parte del resto del reparto.

## Lanzamiento y marketing
El 9 de mayo de 2025, Caramel Films lanzó el póster y tráiler oficiales de la película y programó su estreno en cines en España para el 13 de junio de 2025. Más adelante, la película, junto con los otros estrenos de dicha semana, vio su estreno adelantado al 12 de junio de 2025.